# Nick Buoniconti
Pro Football Hall of Fame 2001
(en) Statistiques sur pro-football-reference
Nicholas Anthony Buoniconti, dit  Nick Buoniconti (né le 15 décembre 1940 à Springfield (Massachusetts) et mort le 30 juillet 2019 à Bridgehampton (New York)), est un joueur professionnel américain de football américain ayant évolué au poste de linebacker
Il joue en American Football League (AFL) pour les Boston Patriots de 1962 à 1968 et en National Football League (NFL) pour les Dolphins de Miami  de 1969 à 1976. Il remporte avec les Dolphins les Super Bowls Super Bowl VII et VIII (respectivement joués en 1972 et en 1973).
Au niveau universitaire il joue pour les Fighting Irish de Notre Dame pendant trois saisons (de 1959 à 1961) avant d'être sélectionné à la draft 1962 de l'AFL par les Patriots.